# فيروز كلا وسطي (دشت سر)
فیروز کلا وسطی (بالفارسية: فیروزکلاوسطی) هي قرية تقع في إيران في قسم دشت سر الريفي. يقدر عدد سكانها بـ 683 نسمة .